# Нова-Сінтра
Нова-Сінтра (порт. Nova Sintra) — місто в центральній частині острова Брава, який знаходиться в південно-західному Кабо-Верде. Місто є центром муніципалітету Брава. За результатами перепису 2010 року, населення становить 1536 осіб. Місто отримало назву від португальського міста Сінтра.